# Oakwood (metropolitana di Londra)
Oakwood è una stazione della metropolitana di Londra della linea Piccadilly.

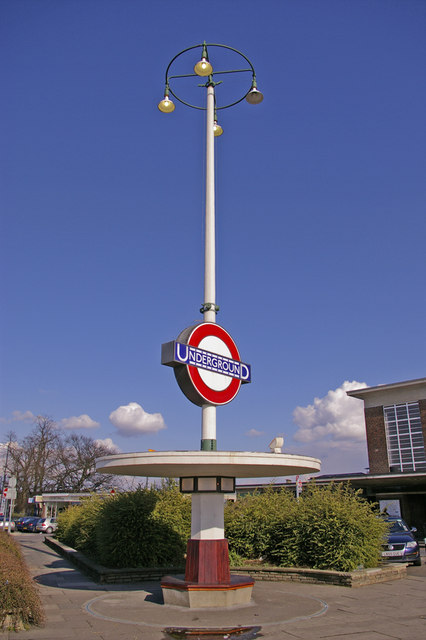
Panchina in stile Art déco e insegna della stazione

## Storia
La stazione fu aperta il 13 marzo 1933 con il nome di Enfield West, come parte dell'estensione della linea Piccadilly verso nord da Finsbury Park. La stazione non appariva sui piani originali dell'estensione, che prevedevano soltanto sette stazioni aggiuntive. Ciò nonostante, Oakwood funse da capolinea per un breve periodo fino all'apertura di Cockfosters circa quattro mesi più tardi.
Come per altre estensioni della metropolitana, l'apertura della linea per Cockfosters stimolò il rapido sviluppo di nuovi sobborghi e buona parte della campagna aperta che esisteva nel 1930 quando iniziarono i lavori di costruzione fu rapidamente coperta da nuovi insediamenti edilizi.
La stazione fu ribattezzata Enfield West (Oakwood) nel 1934. Essendo situata allora nel municipio di Southgate (in seguito sciolto nel 1965 e fuso con quelli di Enfield ed Edmonton per creare l'attuale borgo di Enfield), il consiglio municipale esercitò pressioni per far cambiare il nome della stazione rimuovendo il riferimento a Enfield e il 1º settembre 1946 fu adottata l'attuale denominazione di Oakwood.

## Strutture e impianti
L'edificio della stazione è un pregevole esempio dello stile architettonico adottato da Charles Holden per le estensioni della linea Piccadilly, con un grande sala biglietteria a forma di parallelepipedo, circondato da altre strutture più piccole che alloggiano dei negozi; in particolare il soffitto è audace e monumentale. L'intero progetto rispecchia proporzioni che si ritrovano nell'architettura classica, anche se in una struttura nettamente del ventesimo secolo. Le dimensioni della sala biglietteria sono approssimativamente quelle di un doppio cubo (la sua lunghezza è circa il doppio della sua altezza e larghezza). La stazione somiglia ai progetti, di poco precedenti, dello stesso Holden per le stazioni di Acton Town e Sudbury Town, nella sezione occidentale della linea Piccadilly. L'edificio, dal 19 febbraio 1971, è un monumento classificato di Grado II, portato il 20 luglio 2011 a Grado II*.
La stazione è stata ristrutturata fra l'ottobre 2006 e il dicembre 2007, come parte del programma di ammodernamento della rete metropolitana. Un nuovo ascensore garantisce l'accessibilità alle piattaforme da parte di persone disabili. Sono stati inoltre installati nuovi pannelli indicatori e telecamere di sicurezza.
Alcuni treni del primo mattino e della sera tardi entrano in servizio o terminano la corsa a Oakwood, accedendo al deposito di Cockfosters da uno scambio poco a nord della stazione. La stazione dispone inoltre di un binario di scambio che consente ai convogli di fare inversione; la possibilità di costruire un'ulteriore piattaforma sacrificando un binario è stata scartata per garantire maggiori capacità di invertire la marcia dei treni nelle ore di punta.
Nel 2015 i ripetuti problemi di manutenzione dell'ascensore e la carenza di personale addetto hanno causato proteste da parte di viaggiatori disabili. Politici locali hanno pubblicato documentazione dalla quale risulta che l'ascensore era risultato fuori servizio in sette occasioni nel corso delle ultime due settimane e per 14 volte nel corso dell'ultimo anno.
La stazione è situata nella Travelcard Zone 5.

## Interscambi
Nelle vicinanze della stazione effettuano fermata alcune linee automobilistiche urbane, gestite da London Buses.
- Fermata autobus

## Galleria d'immagini

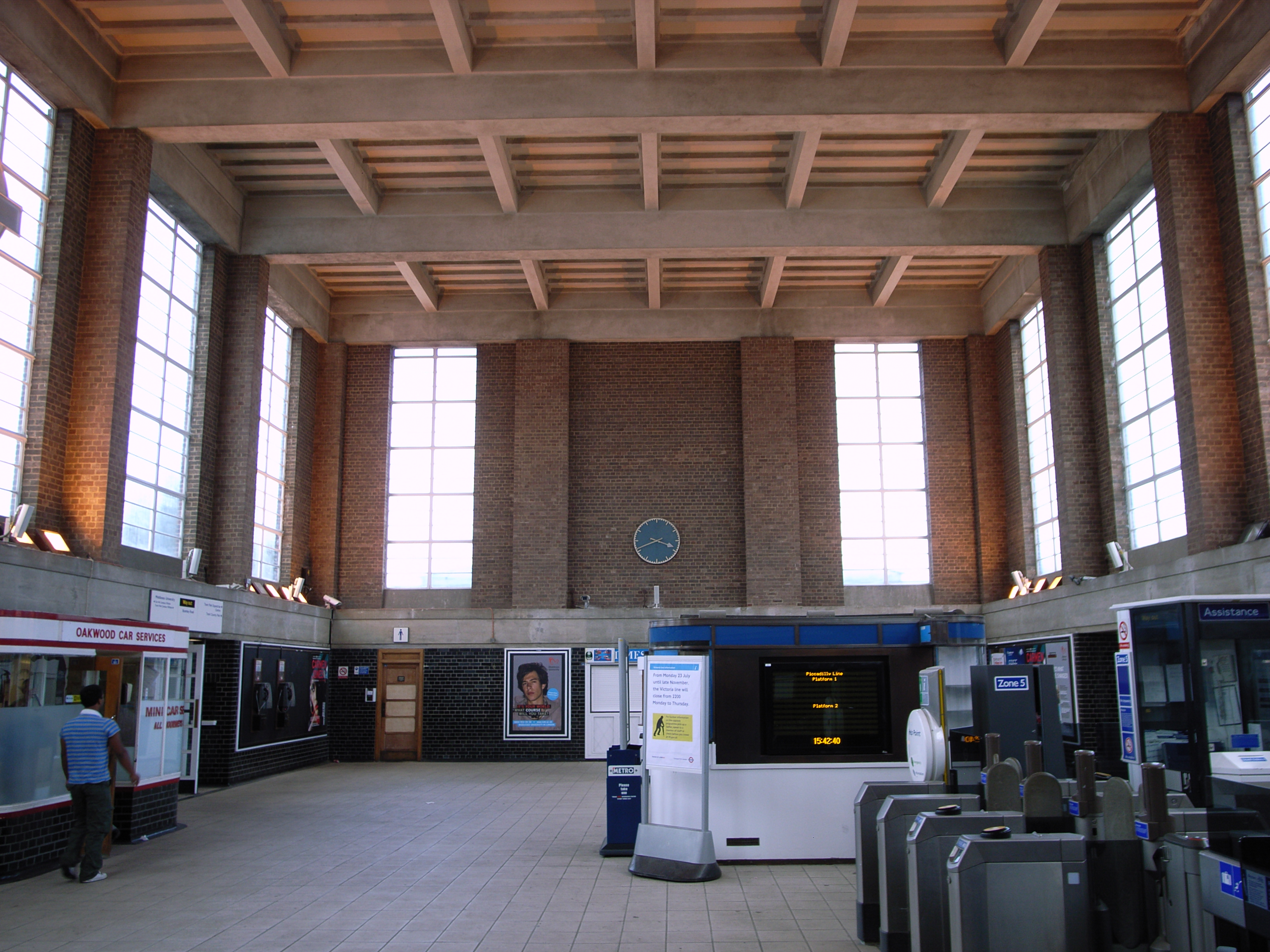
Interno della stazione
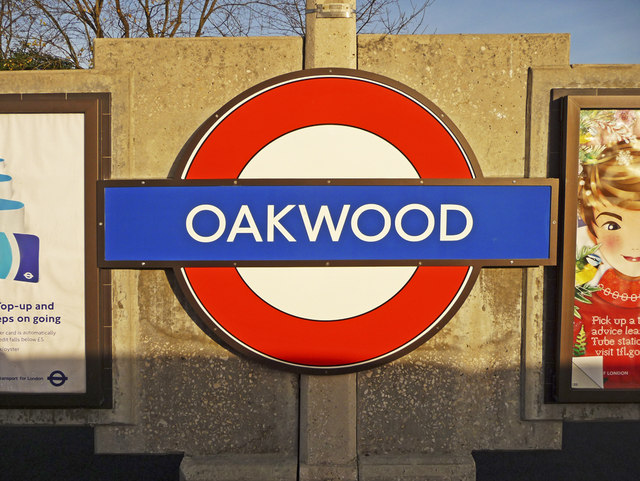
Roundel sulla piattaforma della stazione
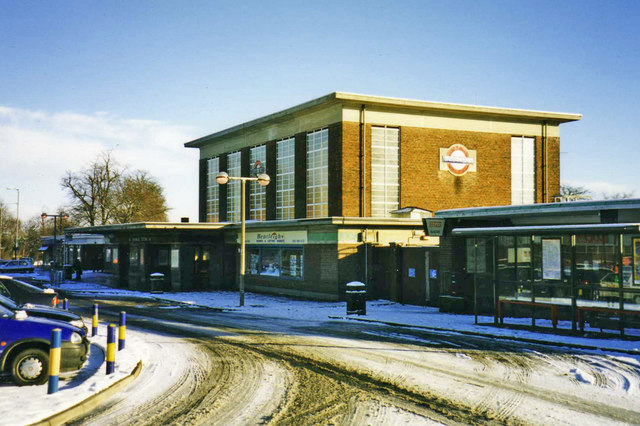
L'edificio della stazione nel 1999
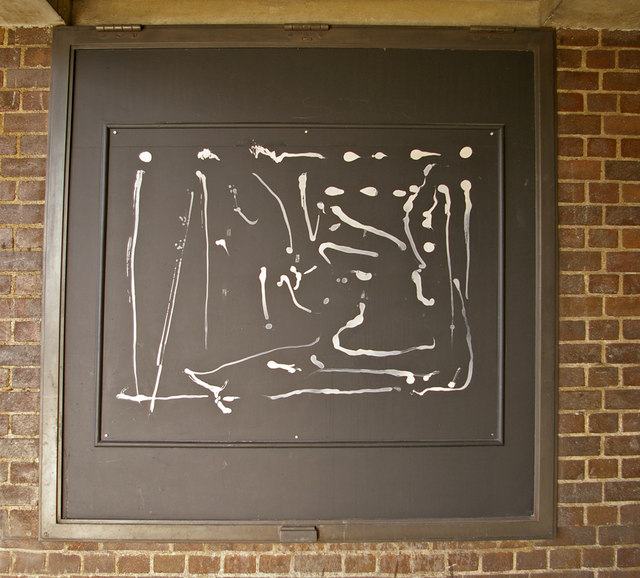
Murale nella stazione